# Oratemnus proximus
Oratemnus proximus es una especie de arácnido del orden Pseudoscorpionida de la familia Atemnidae.

## Distribución geográfica
Se encuentra en Indonesia y Sri Lanka.